# Cagliuso

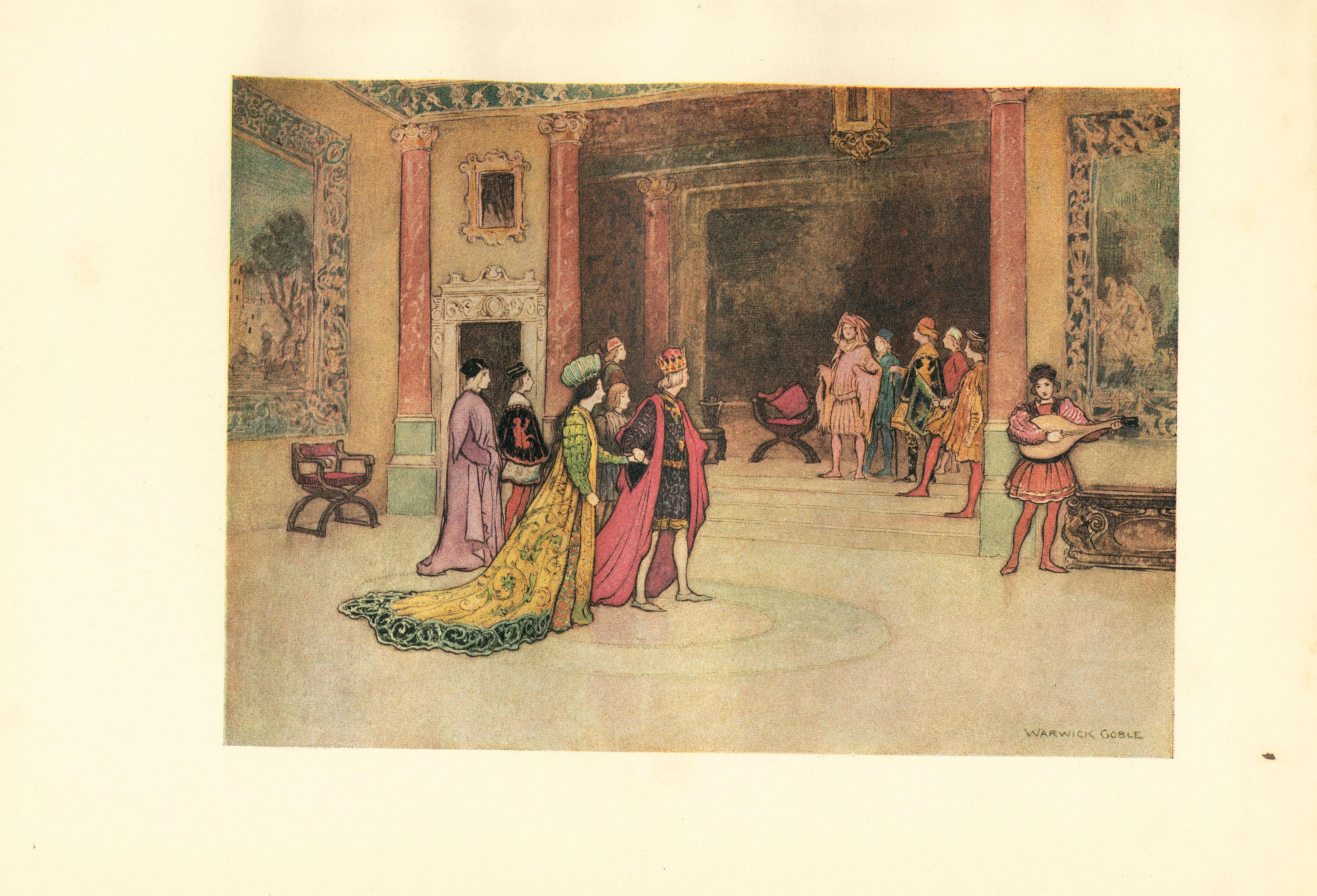
Illustration von Warwick Goble, 1911

Cagliuso ist ein Märchen (AaTh 545B). Es steht in Giambattista Basiles Sammlung Pentameron als vierte Erzählung des zweiten Tages (II,4).

## Inhalt
Der sterbende Vater bedauert, seinen Söhnen nichts hinterlassen zu können, nur ein Sieb für den Älteren und die Katze für Cagliuso, den Jüngeren. Der jammert, doch die Katze macht dem König in seinem Namen gemauserte Fische, Fliegen und dergleichen zum Geschenk. Als der ihn schließlich sehen will, bringt sie ihn dazu, Cagliuso Kleider zu leihen, denn seine Diener seien gerade fortgelaufen, und stellt ihn bei Tisch als reichen Mann hin. Des Königs Kundschaftern läuft sie voraus und erzählt überall, Räuber kämen, man müsse sagen, alles gehöre Cagliuso. So sieht sich der König bestätigt und gibt ihm seine Tochter. Großspurig bedankt sich Cagliuso bei seiner Katze, sie solle alles haben und werde nach dem Tod einbalsamiert, da stellt sie sich einmal tot und hört, wie er sie einfach aus dem Fenster werfen will. Empört läuft sie fort.

## Bemerkungen
Zu des Vaters Ratschlägen vgl. bei Basile IV,2 Die beiden Brüder. Das Märchen erscheint schon bei Straparola (XI,1 Costantino Fortunato). Es wurde oft rezipiert, Rudolf Schenda nennt Beispiele: Vom Conte Piro in Gonzenbachs Sicilianische Märchen, Nr. 65; Re Messemèmi-gli-becca-'l-fumo in Imbrianis Novellaja, Nr. 10; Don Giuseppi Birnbaum in Pitrès Fiabe, Novelle e Racconti popolari siciliane II, Nr. 88 (deutsch in Die Märchen der Weltliteratur, 1991); Peppiniello e la gatta in De Simones Fiabe campane I, Nr. 19. Im italienischen Sprachraum ist die Schläue meist wie hier einer weiblichen Katze oder einem Fuchs beigelegt. Das Märchen erschien auf Deutsch zuerst 1825 in von der Hagens Erzählungen und Märchen (Die geschäftige Katze) und nach Thomas Keightleys englischer Fassung in Wolffs Mythologie der Feen und Elfen (1828), die wiederum Kletke in Märchensaal (1845) übernahm. Das bekannte Märchen Der gestiefelte Kater (Perrault, Grimm) geht aber nicht direkt darauf zurück.